# Macoto Takahashi
Pour les articles homonymes, voir Takahashi.
Macoto Takahashi (高橋真琴, Takahashi Makoto) est un peintre, mangaka et illustrateur japonais, né à Osaka le 27 août 1934 et mort le 17 novembre 2024. Ses travaux d'illustration sont principalement destinés à un public féminin.
Sa carrière de mangaka est courte mais a une très grande influence sur le shōjo manga et son esthétique.

## Biographie
Macoto Takahashi est né le 27 août 1934 à Osaka dans l'arrondissement de Sumiyoshi-ku, en tant que fils ainé d'une fratrie de trois garçons.
Alors qu'il se trouve au lycée, il est partagé entre la peinture de style nihonga et celle du style yō-ga. Il découvre alors le jojōga, la peinture lyrique, avec les travaux de Jun'ichi Nakahara dans les pages du magazine Himawari et décide de s'inscrire dans ce style. Il commence sa carrière en 1953 comme illustrateur d'albums illustrés destinés au marché de prêt.
Il commence à créer des mangas en 1956 avec le shōjo manga Paris-Tokyo, en plus des shōjo mangas, il contribue aussi lors de la même année à la scène naissante du gekiga en adaptant des histoires de Sherlock Holmes dans le magazine kashihon nommé Kage. En 1958 il affirme son style à mi-chemin entre le manga et le jojōga avec le titre Arashi o koete (あらしをこえて) publié dans le magazine Shōjo. Son style, marqué par l'utilisation de fonds émotionnels, d'images non-narratives, la superposition des cases, des portraits en pieds sur l'ensemble de la page et des personnages avec une physionomie propre au jojōga, corps fins et grands yeux, a une influence très importante sur le shōjo manga et devient rapidement le standard du genre,.
Lors des années 1960, Takahashi arrête de créer des shōjo mangas, car il se considère incapable d'adopter le point de vue d'une fille. Il se concentre alors sur l'illustration : il illustre principalement des albums, papeteries, couvertures de magazines de shōjo manga,. Ses travaux deviennent notamment populaires auprès de la culture Gothic Lolita.
Il meurt le 17 novembre 2024 à l'âge de 90 ans, des suites d'un cancer de la jonction œsophagogastrique.